# Alexandru Popovici (senator)
Alexandru Popovici este un fost senator român în legislatura 1992-1996 ales în județul Prahova pe listele partidului OCL-(PAC). Alexandru Popovici a fost ales senator în legislatura 1996-2000 pe listele PNL și a fost membru în grupurile parlamentare de prietenie cu Japonia și Republica Kazahstan. Alexandru Popovici a inițiat 7 propuneri legislative în legislatura 1992-1996 și 3 propuneri legislative în legislatura 1996-2000.   

## Legaturi externe
- Alexandru Popovici Arhivat în 22 august 2016, la Wayback Machine. la cdep.ro